# Saab tweetakt

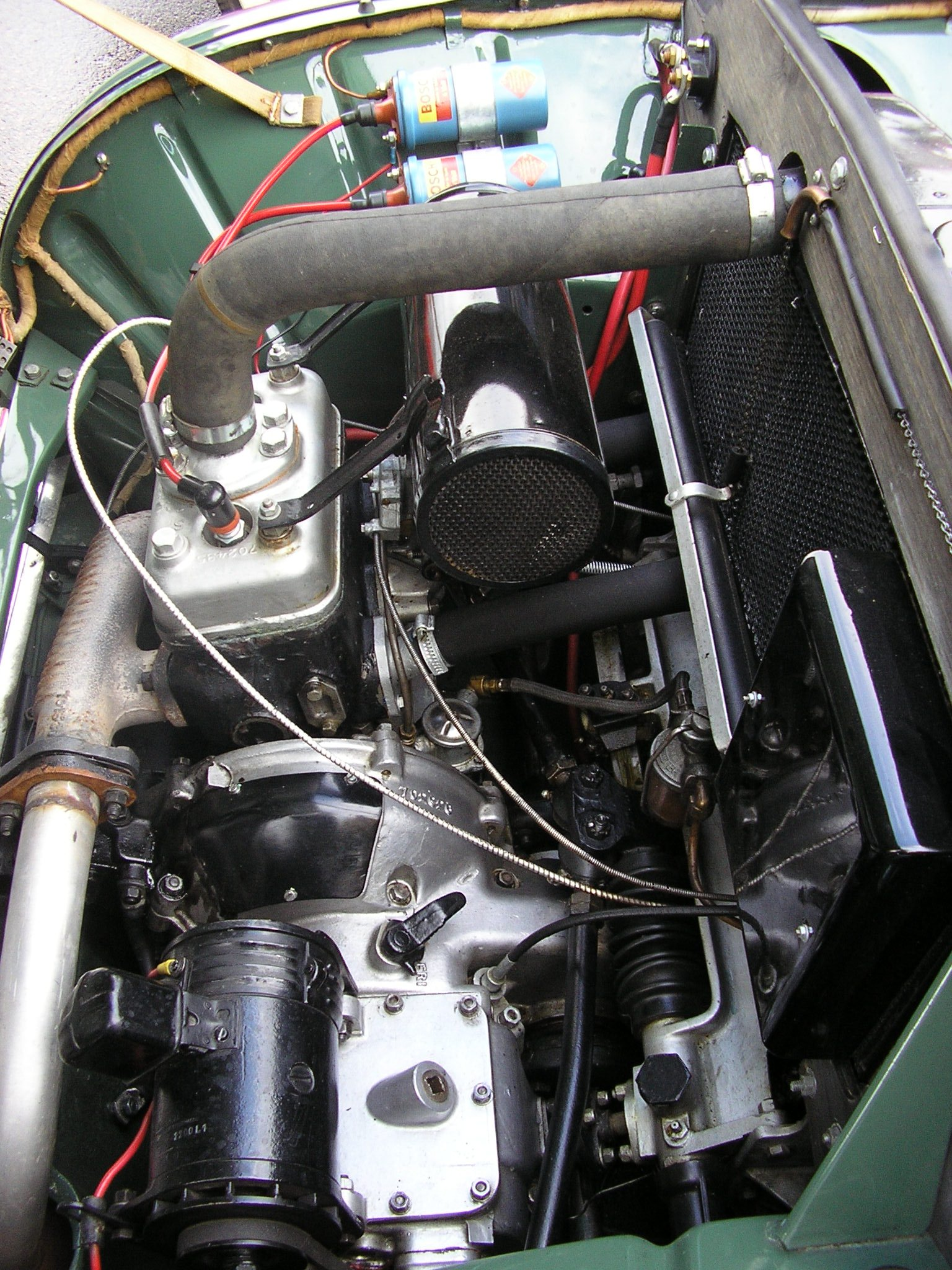
De tweetakt driecilinder motor in een Saab 92.

De Saab tweetakt was een tweecilinder en later een driecilinder, tweetaktmotor die Saab produceerde gebaseerd op een DKW-ontwerp. De eerste versie was een 764 cc die dwars was gemonteerd in de SAAB 92 (1950-1956). Hij had 25pk (19kW) en een topsnelheid van 100 km/h. Het vermogen van het model uit 1954 werd verhoogd tot 28pk (21kW). Hij had enkele functies die alleen in modernere auto's te vinden was, zoals één bobine per cilinder.
Het tweede model was een driecilinder motor (I3) van 748 cc met 33pk (25kW). Deze werd gebruikt in de Saab's modellen 93, 94, 95, 96, GT750, Formula Junior en Quantum. In de 94 (Sonett I) werd de motor opgevoerd tot 57,5pk (42,9kW). De motor had een riem aangedreven dynamo (gelijkspanning) en een koelwaterpomp.
De sportversie van de Saab 93B (1958-1959) had tot 50pk (37kW) in de basisversie en tot 57pk (42kW) in de superversie. Dit model van motor had drie carburateurs en een motorolie-injectiesysteem, ter vervanging van de olie die vooraf met de benzine gemengd werd.
Vanaf 1959 werd de cilinderinhoud verhoogd tot 841 cc met 38pk (28kW). Vanaf modeljaar 1966 was de tweetakt motor met drie carburateurs de standaard. Het jaar nadien, in 1967 werd de tweetakt vervangen door de Ford Taunus V4-motor en bouwde Saab de productie van de tweetaktmotor af. Toch werd er in het Saab 96 model van 1968 (enkel in de Verenigde Staten) een nieuwe versie van de tweetakt gemaakt, met een cilinderinhoud van 795 cc om de nieuwe emissievoorschriften te vermijden die de motoren onder de 819 cc vrijstelden.
Saab maakte ook enkele experimentele V6-motoren door twee driecilinder tweetaktmotoren onder een hoek te monteren. De ene had carburateurs aan de buitenkant, terwijl de ander meer conventioneel was, met de carburateur tussen de twee blokken.
In het begin werden alle motoren gebouwd in de Saab Trollhättan Assembly, maar de productie van de motoren en versnellingsbakken werd in 1953 verplaatst naar een oude wasmachinefabriek in Göteborg. Toen Saab met de productie van de tweetakt motoren stopte en deze verving door de Ford V4-motor, produceerde de fabriek in Göteborg nooit meer motoren, maar de productiecapaciteit was nodig voor de toegenomen vraag naar versnellingsbakken vanwege de introductie van de Saab 99 enkele jaren later.